# Polisportiva Brindisi Sport 1941-1942
Questa voce raccoglie le informazioni riguardanti  la Polisportiva Brindisi Sport nelle competizioni ufficiali della stagione 1941-1942.